# Parafia Matki Bożej Królowej Polski w Chojnicach
Parafia Matki Bożej Królowej Polski w Chojnicach – rzymskokatolicka parafia należąca do dekanatu Chojnice, diecezji pelplińskiej.
Parafia posiada relikwie św. Jana Pawła II oraz św. Siostry Faustyny.

## Proboszczowie
- ks. Aleksander Kłos (1983–2011)
- ks. Adam Matuszewski (2011–2016)
- ks. Janusz Chyła (od 2016)[2]